# Promised You a Miracle
"Promised You a Miracle" is een nummer van de Schotse band Simple Minds. Het nummer verscheen op hun album New Gold Dream (81-82-83-84) uit 1982. Op 2 april van dat jaar werd het uitgebracht als de eerste single van het album.

## Achtergrond
"Promised You a Miracle" is geschreven door alle groepsleden en geproduceerd door Peter Walsh. Het is geïnspireerd door een funkband waar drummer Kenny Hyslop een opname uitgezonden door een Amerikaans radiostation van had gemaakt. De Simple Minds waren gefascineerd door de riff, en gebruikte een riff geïnspireerd door dit nummer in "Promised You a Miracle". Jim Kerr schreef een tekst bij deze riff. Hij beschreef het nummer als het eerste "echte popnummer" dat de band schreef, en als hun eerste nummer dat specifiek werd geschreven waarbij rekening werd gehouden met de gemiddelde radioluisteraar. Het markeerde het begin van een succesvolle periode voor de band: het was hun eerste van 21 opeenvolgende singles die de Britse UK Singles Chart haalde, een reeks die doorliep tot "Glitterball" uit 1998.
"Promised You a Miracle" was het enige nummer op het album New Gold Dream (81-82-83-84) waar Hyslop als drummer meespeelt. De rest van de nummers worden ingespeeld door Mike Ogletree en Mel Gaynor. Het was de eerste single van de groep die de Britse UK Singles Chart haalde, met een 13e positie als hoogste notering. In Australië en Nieuw-Zeeland werd het een top 10-hit.
In Nederland was de plaat op vrijdag 28 mei 1982 Veronica Alarmschijf op Hilversum 3 en werd een radiohit in de destijds drie hitlijsten op de nationale publieke popzender. De plaat bereikte de 24e positie in de Nederlandse Top 40, de 25e positie in de Nationale Hitparade en piekte met een 23e positie in de TROS Top 50. In de Europese hitlijst op Hilversum 3, de TROS Europarade, werd géén notering behaald.
In België bereikte de plaat de 31e positie in de voorloper van de Vlaamse Ultratop 50. De Vlaamse Radio 2 Top 30 werd niet bereikt.
Een liveversie van "Promised You a Miracle", afkomstig van Live in the City of Light, werd in juni 1987 in Europa als single uitgebracht. In het Verenigd Koninkrijk kwam deze single tot de 19e positie in de UK Singles Chart, terwijl in Ierland de 8e positie werd gehaald.
In Nederland werd deze liveversie regelmatig gedraaid op de nationale radio, maar bereikte de Nederlandse Top 40 niet. Wél piekte de single op een 55e positie in de Nationale Hitparade Top 100 en stond 7 weken in de publieke hitlijst genoteerd. In de destijds Europese hitlijst op Radio 3, de TROS Europarade, werd géén notering behaald, aangezien deze lijst op donderdag 25 juni 1987 voor de laatste keer werd uitgezonden.
In België behaalde deze versie géén noteringen in zowel de voorloper van de Vlaamse Ultratop 50 als de Vlaamse Radio 2 Top 30.

## Hitnoteringen

### Studioversie

#### Nederlandse Top 40
| Hitnotering: 05-06-1982 t/m 26-06-1982 | Hitnotering: 05-06-1982 t/m 26-06-1982 | Hitnotering: 05-06-1982 t/m 26-06-1982 | Hitnotering: 05-06-1982 t/m 26-06-1982 | Hitnotering: 05-06-1982 t/m 26-06-1982 | Hitnotering: 05-06-1982 t/m 26-06-1982 |
| Week                                   | 1                                      | 2                                      | 3                                      | 4                                      |                                        |
| -------------------------------------- | -------------------------------------- | -------------------------------------- | -------------------------------------- | -------------------------------------- | -------------------------------------- |
| Positie                                | 35                                     | 25                                     | 24                                     | 33                                     | uit                                    |

#### Nationale Hitparade
| Hitnotering: 12-06-1982 t/m 03-07-1982 | Hitnotering: 12-06-1982 t/m 03-07-1982 | Hitnotering: 12-06-1982 t/m 03-07-1982 | Hitnotering: 12-06-1982 t/m 03-07-1982 | Hitnotering: 12-06-1982 t/m 03-07-1982 | Hitnotering: 12-06-1982 t/m 03-07-1982 |
| Week                                   | 1                                      | 2                                      | 3                                      | 4                                      |                                        |
| -------------------------------------- | -------------------------------------- | -------------------------------------- | -------------------------------------- | -------------------------------------- | -------------------------------------- |
| Positie                                | 25                                     | 30                                     | 40                                     | 49                                     | uit                                    |

#### TROS Top 50
Hitnotering: 03-06-1982 t/m 24-06-1982. Hoogste notering: #23 (1 week).

#### NPO Radio 2 Top 2000
| Nummer met noteringen in de NPO Radio 2 Top 2000 | '00  | '01  | '02 | '03 | '04  | '05  | '06  | '07  | '08  | '09  | '10  | '11  | '12  | '13  | '14  | '15  |
| ------------------------------------------------ | ---- | ---- | --- | --- | ---- | ---- | ---- | ---- | ---- | ---- | ---- | ---- | ---- | ---- | ---- | ---- |
| Promised You a Miracle                           | 1521 | 1099 | 885 | 866 | 1141 | 1343 | 1402 | 1692 | 1307 | 1672 | 1793 | 1811 | 1569 | 1458 | 1443 | 1701 |

1. ↑  Een vetgedrukt getal geeft de hoogste notering aan.
2. ↑  2000 was het eerste jaar met een notering voor dit nummer.
3. ↑  Deze tabel is bijgewerkt tot en met de laatste editie (2024).

### Liveversie

#### Nationale Hitparade Top 100
| Hitnotering: 27-06-1987 t/m 08-08-1987 | Hitnotering: 27-06-1987 t/m 08-08-1987 | Hitnotering: 27-06-1987 t/m 08-08-1987 | Hitnotering: 27-06-1987 t/m 08-08-1987 | Hitnotering: 27-06-1987 t/m 08-08-1987 | Hitnotering: 27-06-1987 t/m 08-08-1987 | Hitnotering: 27-06-1987 t/m 08-08-1987 | Hitnotering: 27-06-1987 t/m 08-08-1987 | Hitnotering: 27-06-1987 t/m 08-08-1987 |
| Week                                   | 1                                      | 2                                      | 3                                      | 4                                      | 5                                      | 6                                      | 7                                      |                                        |
| -------------------------------------- | -------------------------------------- | -------------------------------------- | -------------------------------------- | -------------------------------------- | -------------------------------------- | -------------------------------------- | -------------------------------------- | -------------------------------------- |
| Positie                                | 69                                     | 55                                     | 57                                     | 64                                     | 72                                     | 81                                     | 91                                     | uit                                    |